# Góreczki (osada w województwie wielkopolskim)
Góreczki – osada w Polsce położona w województwie wielkopolskim, w powiecie krotoszyńskim, w gminie Koźmin Wielkopolski.